# Новая система школьного оценивания в Казахстане
Новая система образования в Казахстане была введена с 2016 года для первых классов, и поэтапно с каждым годом система вводилась для остальных классов. Новая система отказалась от пятибальной системы (кроме итоговой оценки) и перешла к критериальному оцениванию: СОРам (Суммативное оценивание за раздел), СОЧам (Суммативное оценивание за четверть) и ФО (Формативное оценивание).

## Система
4 раза в четверть школьники сдают экзамены СОР и СОЧ (по каждому предмету отдельно), которая в итоге влияет на итоговую четвертную оценку ученика. Итоговая оценка высчитывается при помощи специальной формулы. Позже, в 2020 году ввели новый экзамен ФО (Формативное оценивание). Обычно сдаётся от 5 до 9 ФО за четверть по каждому предмету. Кроме этих экзаменов оценки не ставятся. Четвертная оценка складывается из: 50 % из оценки за СОЧ, 25 % — СОР и 25 % — формативное оценивание.
Министр образования и науки Республики Казахстан Асхат Аймагамбетов в апреле 2020 года подписал приказ, утверждающий методические рекомендации по организации дистанционного обучения. Из-за эпидемии коронавируса, школьники сдавали лишь один СОР и один СОЧ. С сентября 2021 года, школьники снова сдают СОР и СОЧ около 3-4 раз.
| Оценка | Описание            | Процентное содержание баллов в 1 классе | Процентное содержание баллов во 2-11 (12) классах |
| ------ | ------------------- | --------------------------------------- | ------------------------------------------------- |
| «2»    | Неудовлетворительно | 0 % — 20 %                              | 0 % — 39 %                                        |
| «3»    | Удовлетворительно   | 21 % — 50 %                             | 40 % — 64 %                                       |
| «4»    | Хорошо              | 51 % — 80 %                             | 65 % — 84 %                                       |
| «5»    | Отлично             | 81 % — 100 %                            | 85 % — 100 %                                      |

## Критика
Новая система была принята неоднозначно педагогами и родителями, но министерство образования Казахстана не собирается отменять критериальное оценивание.
Видимо, родители сами входят в депрессию, потому что больше вмешиваются, не понимают. Они не обучались по этой программе и им тяжело. Дети больше знают и воспринимаютЗейнеп Максутова